# Тереза Кунегунда Собеська
Тереза Кунегунда Собеська (пол. Teresa Kunegunda Sobieska, 4 березня 1676 — 10 березня 1730) — польська королівна з дому Собеських, донька короля Польщі Яна III та французької шляхтянки Марії Казимири де Ла Гранж д'Аркен, дружина курфюрста Баварії Максиміліана II. Регентка Баварії у 1704—1705 роках під час перебування баварського двору в Іспанських Нідерландах. 1705—1715 роки провела у Венеції.

## Біографія
Народилась 4 березня 1676 року у Вілянуві. Була п'ятою з дітей, що вижили, короля Польщі Яна III та його дружини Марії Казимири де Ла Гранж д'Аркен. Мала старшого брата Якуба Людвіка та сестру Аделаїду Людвіку, яка невдовзі померла. Згодом у сім'ї народилося ще кілька дітей, з яких вижили сини Александер та Константій Владислав.

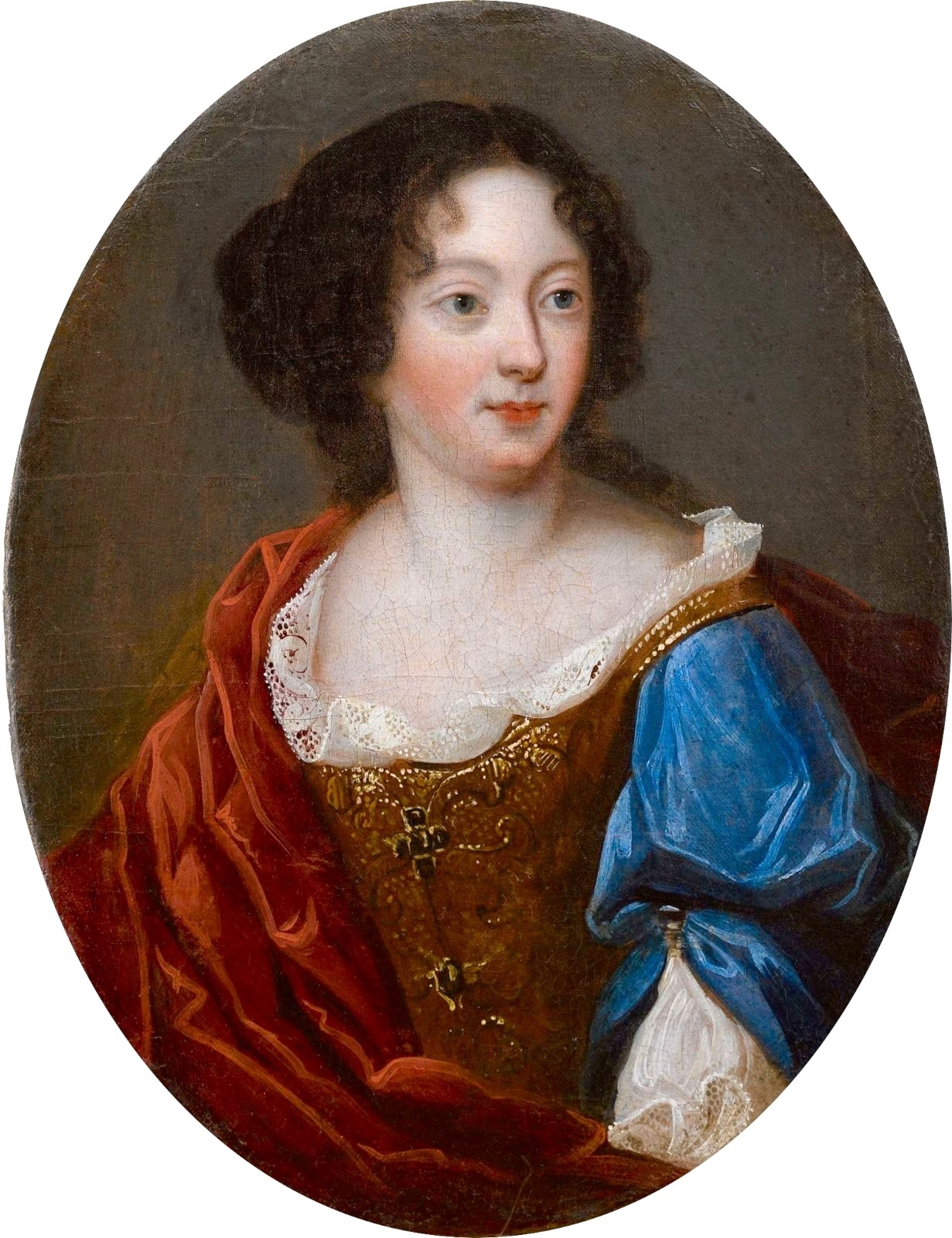
Портрет Терези роботи невідомого майстра

У родині дівчинку кликали «Pupusieńka». Вона вивчала латину, французьку та італійську мови. Полюбляла музику та живопис. На початку 1692 року батько сподівався одружити її з данським принцом, однак, цей шлюб не відбувся.
У віці 18 років була видана заміж за 33-річного овдовілого курфюрста Баварії Максиміліана II. Наречений мав малолітнього сина від першого шлюбу. Посаг королівни становив 500 000 талерів. Весілля відбулося 2 січня 1695 у Везелі. Після народження мертвого сина в подружжя з'явилося дев'ятеро живих дітей, з яких дорослого віку досягли шестеро. У 1700 році Тереза Кунегунда намагалася розлучитися з чоловіком через його романи, однак згодом пара примирилася.
Її малолітній пасинок певний час був принцом Астурійським, спадкоємцем Карла II, однак помер у лютому 1699 року від віспи. У листопаді 1700 року пішов з життя сам Карл II. За кілька місяців почалася війна за іспанську спадщину.  Баварія виступила на боці Франції, але у битві під Гохштедтом у серпні 1704 року зазнала нищівної поразки. Максиміліан утік до Нідерландів, залишивши дружину регенткою. У лютому 1705 року Тереза Кунегунда, залишивши дітей, від'їхала до Італії, сподіваючись зустрітись із матір'ю. У березні вона побачилася із нею в Падуї. У травні 1705 року намагалася повернутися до Баварії, однак Мюнхен був вже окупований імперськими військами і на кордоні її не пропустили, змусивши їхати до Венеції. Наступного року четверо старших дітей були перевезені до Клагенфурту, в той час як молодші залишилися у Мюнхені. Життя курфюрстини у Венеції було досить скромним, вона також регулярно листувалася з чоловіком. Родина воз'єдналася лише після Раштаттського миру. Зустріч Терези Кунегунди з сім'єю відбулася у замку Ліхтенберг 3 квітня 1715 року.
Надалі була відома своєю релігійністю. Після смерті чоловіка в лютому 1726 року відбула до Венеції, де й померла 10 березня 1730 року. Похована в першій ніші крипти Театинеркірхе у Мюнхені.

## Родина

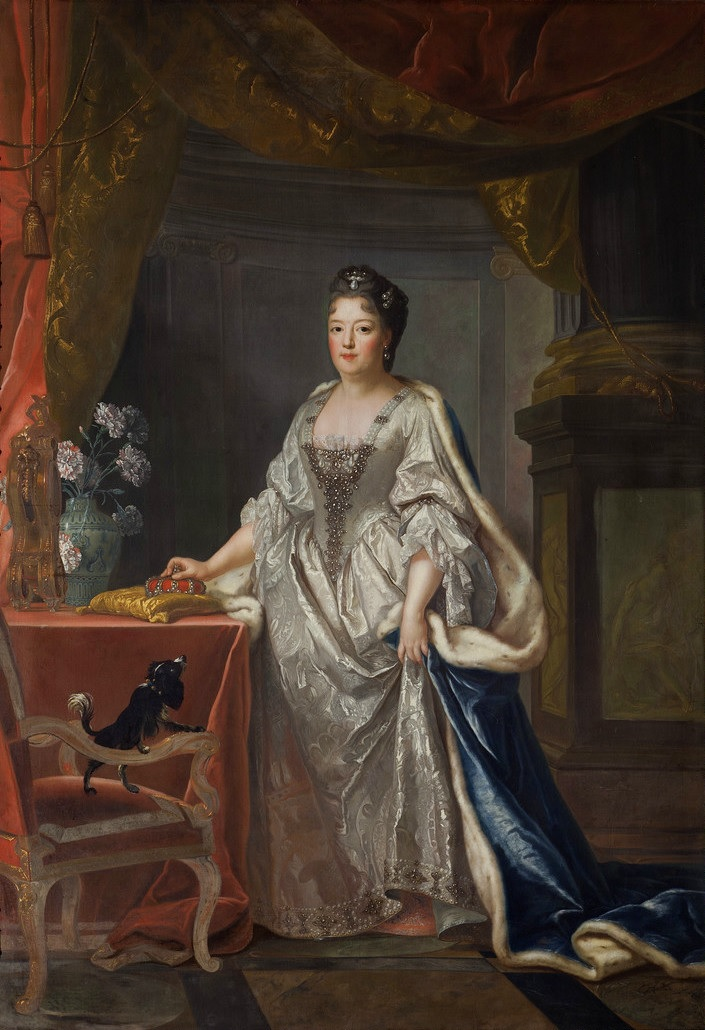
Портрет Терези Кунегунди пензля Ф. Й. Віндера, 1725

Чоловік — Максиміліан II, курфюрст Баварський
Діти:
- Марія Анна Кароліна (1696—1750) — черниця;
- Карл (1697—1745) — імператор Священної Римської імперії у 1742—1745 роках, був одружений з ерцгерцогинею Марією Амалією Австрійською, мав семеро дітей;
- Філіп Моріц (1698—1719) — був обраний князем-єпископом Падерборна та Мюнстера посмертно, одруженим не був, дітей не мав;
- Фердинанд (1699—1738) — фельдмаршал Священної Римської імперії, був одружений з пфальцграфинею Марією Анною Нойбурзькою, мав трьох дітей у шлюбі та позашлюбного сина;
- Клеменс Август (1700—1761) — князь-єпископ Регенсбургу, Падерборна та Мюнстера, архієпископ-курфюрст Кельну, одруженим не був, мав позашлюбну доньку;
- Вільгельм (1701—1704) — прожив 2 роки;
- Алоїз (1702—1705) — прожив 3 роки;
- Йоган Теодор (1703—1763) — кардинал;
- Максиміліан (1704—1709) — прожив 4 роки.